# 에어 유로파의 운항 노선
에어 유로파는 다음과 같은 노선을 운항하고 있다. (2012년 12월 기준)

## 운항 노선

### 아시아

#### 서남아시아
- 이스라엘
  - 텔아비브 - 벤구리온 국제공항 계절편

### 아프리카

#### 서아프리카
- 세네갈
  - 다카르 - 레오폴 세다르 상고르 국제공항

#### 남아프리카
- 감비아
  - 반줄 - 반줄 국제공항

#### 북아프리카
- 모로코
  - 나도르 - 나도르 국제공항
  - 우지다 - 앵가다스 공항 계절편

### 유럽

#### 서유럽
- 영국
  - 런던 – 런던 개트윅 국제공항
- 프랑스
  - 파리 - 파리 샤를 드 골 국제공항
  - 파리 - 파리 오를리 공항
- 네덜란드
  - 암스테르담 - 암스테르담 스키폴 국제공항
- 벨기에
  - 브뤼셀 - 브뤼셀 국제공항

#### 중유럽
- 스위스
  - 제네바 - 제네바 국제공항
  - 취리히 - 취리히 국제공항

#### 남유럽
- 그리스
  - 아테네 - 아테네 국제공항 계절편
- 스페인
  - 마드리드 - 마드리드 바라하스 국제공항 허브
  - 바르셀로나 - 바르셀로나 엘프라트 국제공항 허브
  - 팔마데마요르카 - 팔마데마요르카 공항 허브
  - 그라나다 - 페데리고 가르시아 공항
  - 라스팔마스데그란카나리아 - 그란 카나리아 공항
  - 란사로테섬 - 란사로테 공항
  - 말라가 - 말라가 공항
  - 미노르카 - 미노르카 공항
  - 발렌시아 - 발렌시아 공항
  - 비고 필라도르 - 비고 필라도르 공항
  - 빌바오 - 빌바오 공항
  - 사라고사 - 사라고사 공항
  - 산티아고데콤포스텔라 - 산티아고데포스텔라 공항
  - 세비야 - 산파블로 공항
  - 알리칸테 - 알리칸테 공항
  - 오비에도 - 아스투리아스 공항
  - 이비자 - 이비자 공항
  - 테네리페
    - 테네리페 사우스 공항
    - 테네리페 노스 공항

  - 푸에르테벤투라섬 - 푸에르테벤투라 공항
- 이탈리아
  - 로마 - 레오나르도 다 빈치 국제공항
  - 밀라노 - 밀라노 말펜사 국제공항
- 포르투갈
  - 리스본 - 리스본 포르텔라 국제공항

### 아메리카

#### 북아메리카
- 미국
  - 뉴욕 - 존 F. 케네디 국제공항
  - 라스베가스 - 매캐런 국제공항 계절편
  - 마이애미 - 마이애미 국제공항
  - 보스턴 - 보스턴 로건 국제공항 계졀편
- 멕시코
  - 캉쿤 - 캉쿤 국제공항

#### 남아메리카
- 베네수엘라
  - 카라카스 - 시몬 볼리바르 국제공항
- 볼리비아
  - 산타크루스데라시에라 - 비루비루 국제공항
- 브라질
  - 살바도르 - 데푸타도 루이스 에두아르두 마젤란 국제공항
- 아르헨티나
  - 부에노스아이레스 - 미니스토로 피스타리니 국제공항
- 콜롬비아
  - 보고타 - 엘도라도 국제공항
- 파라과이
  - 아순시온 - 실비오 페티로시 국제공항
- 페루
  - 리마 - 호르헤차베스 국제공항

#### 카리브해
- 도미니카 공화국
  - 산토도밍고 - 라스 아메리카 국제공항
- 쿠바
  - 아바나 - 호세 마르티 국제공항
  - 바라데로 - 후안 괄베르토 고메스 공항 계절편

## 과거 취항지

### 아시아

#### 동아시아
- 중화인민공화국
  - 베이징 - 베이징 서우두 국제공항
  - 상하이 - 상하이 푸둥 국제공항

### 아프리카

#### 서아프리카
- 적도 기니
  - 말라보 - 말라보 국제공항

#### 동아프리카
- 세이셸
  - 마헤 - 마헤 국제공항

#### 북아프리카
- 모로코
  - 마라케시 - 마라케시 메나라 공항
  - 우지다 - 안가즈 공항
- 튀니지
  - 튀니스 - 튀니스 카르타고 국제공항

### 유럽

#### 서유럽
- 영국
  - 노리치 - 노리치 국제공항

#### 남유럽
- 스페인
  - 바다호스 - 바다호스 공항
  - 살라망카 - 살라망카 공항

### 아메리카

#### 북아메리카
- 멕시코
  - 멕시코시티 - 멕시코시티 국제공항

#### 남아메리카
- 브라질
  - 리우데자네이루 - 리우데자네이루 갈레앙 국제공항
- 에콰도르
  - 키토 - 마리스칼 수크레 국제공항
  - 과야킬 - 호세 호아킨 데 올메도 국제공항
- 칠레
  - 산티아고 - 코모도로 아르투로 메리노 베니테스 국제공항
- 콜롬비아
  - 카르타헤나 - 라파엘 누녜스 국제공항